# Sfratto (ordinamento italiano)
Lo sfratto, nell'ordinamento giuridico italiano è un atto giuridico con il quale, nell'ambito di un rapporto di locazione, il locatore intima al locatario di riconsegnargli l'immobile.

## Tipologie
Lo sfratto può essere intimato in due casi:
- finita locazione
- morosità

Nel primo caso, il provvedimento può essere richiesto dopo la scadenza del contratto, qualora, a seguito della disdetta, il conduttore non abbia ritenuto di rilasciare l'immobile al locatore. Può però essere richiesto anche prima della naturale scadenza del contratto, in tal caso si tratta di una condanna del futuro, che si basa su intimazione che ha efficacia di disdetta, in quanto evita il rinnovarsi del contratto. Nel secondo caso, il provvedimento di rilascio può essere richiesto, in ogni momento, qualora il conduttore si renda inadempiente all'obbligo del pagamento di almeno due mensilità del canone concordato e/o degli oneri accessori.
Se il locatore intende riutilizzare l'immobile per motivi di necessità tassativamente indicati dalla legge, si ha un terzo caso: sfratto per necessità.
Rispetto allo sfratto, molto meno lunga e dispendiosa è l'azione di esecuzione per il rilascio del bene immobile, prevista ad esempio nella formula di affitto a riscatto.

### Sfratto per finita locazione
Nel caso in cui all'approssimarsi della scadenza del contratto locatore e inquilino non trovino un accordo sul nuovo contratto, il locatore può avviare le procedure di sfratto.
Nel caso in cui il conduttore non riceva preavviso di richiesta di restituzione al locatore dell'abitazione tramite lettera raccomandata a.r. nei termini previsti dalla legge, ossia in genere almeno 6 mesi prima della scadenza, lo sfratto non può essere eseguito e se si è chiamati in causa bisogna subito farlo presente al giudice.

### Sfratto per morosità
Lo sfratto per morosità può essere intimato ai sensi degli artt. 657-658 del codice di procedura civile. La legge parla di generico mancato pagamento del canone alle scadenze, intendendo la giurisprudenza il mancato pagamento di una sola mensilità di affitto sufficiente per intimare lo sfratto. Un tanto vale almeno per quanto inerisce alle locazioni ad uso non abitativo ai sensi della legge 392/1978; per quelle ad uso abitativo per le quali la legge 431/1998 art. 5 determina espressamente anche in una sola mensilità l'inadempimento bastevole a giustificare la pronuncia di convalida di sfratto per morosità. 
 
Per le locazioni ad uso non abitativo resta ad oggi indeterminato il numero minimo di mensilità di ritardato pagamento prima di procedere.

Lo sfratto è diretto ad ottenere una pronuncia giudiziale di convalida dello sfratto del Tribunale in cui si trova la casa locata, per mancato pagamento del canone pattuito, dichiarando altresì la risoluzione del contratto di locazione sottostante.

## Procedimento
Il procedimento inizia con una intimazione, rivolta al conduttore, di lasciar libero l'immobile, con contestuale citazione per la convalida, da notificarsi almeno 20 giorni prima dell'udienza di convalida secondo le formule di rito (art. 660 cpc). Nello sfratto per morosità la convalida è subordinata all'attestazione in giudizio del locatore che la morosità persiste (art. 663, 3° co. cpc).
La mancata comparizione o la mancata opposizione dell'intimato porta il giudice a convalidare lo sfratto per morosità direttamente in calce sulla citazione, disponendo la formula esecutiva, che ha effetto dopo 30 giorni dalla sua apposizione.

Tuttavia, il giudice ordina la rinnovazione della citazione se risulta, o appare probabile, che l'intimato non ne abbia avuto conoscenza o non sia potuto comparire per caso fortuito o per forza maggiore (art. 663, 1° co., cpc).
L'ordinanza di convalida di sfratto ha natura di provvedimento di condanna, poiché dispone il rilascio dell'immobile ed ha carattere costitutivo, perché risolve il rapporto locatizio. Il giudice, inoltre, può emettere decreto ingiuntivo in calce ad una copia dell'atto di intimazione, per il pagamento dei canoni scaduti e di quelli che scadranno, oltre alle spese legali. Il decreto ingiuntivo è immediatamente esecutivo, anche in pendenza del termine di opposizione da parte del conduttore.
L'intimato può comparire senza contestare la morosità e chiedere un termine per purgare la mora (termine di grazia) nelle locazioni ad uso abitativo; in questi casi il giudice può concedere un termine perentorio, di regola non superiore ai 90 giorni, per il pagamento dei canoni maturati, degli interessi legali e delle spese giudiziali. Eseguito il pagamento, il procedimento si estingue.
Se invece l'intimato comparendo presenta opposizione può accadere che il giudice trasformi il rito speciale in un normale procedimento di cognizione. In questo caso l'opponente deve formulare eccezioni vere e proprie, oppure, pur non essendo tali, deve dimostrare che sussistono gravi motivi. 
Quando le eccezioni non sono fondate su prova scritta, oppure non sussistono i gravi motivi, il giudice convalida l'intimazione, pronunziando ordinanza non impugnabile di rilascio immediatamente esecutiva e si riserva di esaminare le eccezioni del convenuto. Se l'intimato contesta l'ammontare della somma pretesa, il giudice può disporre il pagamento della somma non controversa concedendo un termine non superiore a 20 giorni.
Se invece pur essendo stata fissata una data di rilascio per l'immobile, con ordinanza, l'immobile rimane abitato dall'inquilino, deve essere redatto e notificato atto di precetto con l'ammonimento che in difetto di rilascio nei termini previsti si procederà allo sgombero da parte dell'Ufficiale Giudiziario con l'assistenza eventuale della forza pubblica.
In ogni caso, su istanza del locatore, l'Ufficiale Giudiziario deve notificare al conduttore il preavviso di rilascio: un atto con cui preavvisa il conduttore del giorno e dell'ora in cui si procederà per liberare l'immobile da cose e persone.
La procedura si conclude con il "verbale di rilascio immobile" con il quale l'Ufficiale Giudiziario certifica l'avvenuto sfratto. Nell'ipotesi in cui siano presenti beni mobili dell'inquilino, se ne redigerà un elenco, nominando un custode responsabile dei beni.
Il locatore nelle more dell'esecuzione ha diritto di percepire dal conduttore un'indennità di occupazione pari all'importo del canone e gli oneri accessori e può chiedere il risarcimento di danni ulteriori.

La presenza di figli minorenni o di residenti diversamente abili, rilevante nello sfratto per fine locazione, non lo è nel caso di sfratto per morosità.

## Blocco delle azioni esecutive
Il blocco di una singola azione esecutiva può essere disposto dal questore competente per territorio. La sospensione degli sfratti per rilascio di immobili, sia per fine locazione che per morosità, è stata invece disposta e prorogata con legge ordinaria numerose volte negli ultimi 30 anni.
In passato infatti alcune leggi hanno disposto la sospensione degli sfratti e il blocco delle azioni esecutive per rilascio di immobili in determinati comuni metropolitani e per determinate categorie di cittadini "a disagio": minori o over-65, diversamente abili o malati terminali e/o con reddito del nucleo familiare inferiore a 20.000 euro/anno o insufficiente all'affitto di un nuovo immobile (legge n. 431/1998, art. 6, comma 5 e legge n. 388/2000, art. 80, comma 22: con i requisiti e proroghe ripresi più volte, come nel D.Lgs. n. 86/2005; la sentenza n. 62/2004 ha dichiarato infondata la questione di legittimità per la legge n. 388/2000).
La Corte Costituzionale ha affermato che il blocco degli sfratti può essere transitorio ed essenzialmente limitato (Sentenze n. 310/2003 e n. 155/2004) e che sono elementi di illegittimità costituzionale: l'assenza di comparazione fra la condizione economica di locatore e quella di inquilino (es. per immobile gravato da mutuo per l'acquisto con ipoteca di primo grado formale e sostanziale), e l'assenza di contributi a carico della collettività, e non dei soli locatori, a favore degli inquilini più svantaggiati.

## Soddisfazione del credito col deposito cauzionale
Il deposito cauzionale si differenzia dalla caparra confirmatoria, che invece tutela specificamente il mancato pagamento del canone di locazione e deve essere restituito all'inquilino che rilascia l'immobile se il locatore non avvia una contestazione giudiziale dei danni subiti. 

Nel procedimento esecutivo vale tuttavia la regola per la quale il creditore può ottenere soddisfazione sulle somme del debitore a qualsiasi titolo possedute. 

In presenza di una sentenza che accerti l'esistenza del credito o di un decreto ingiuntivo, il locatore può trattenere legittimamente il deposito cauzionale senza rischiare l'opposizione.

## Opposizione tardiva
In caso di opposizione tardiva, se l'intimazione di licenza o di sfratto è convalidata in assenza dell'intimato, questi può farvi opposizione provando di non averne avuto tempestiva conoscenza per irregolarità della notificazione o per caso fortuito o forza maggiore, purché non siano decorsi 10 giorni dall'inizio dell'esecuzione. L'opposizione non sospende il processo esecutivo, ma il giudice, con ordinanza non impugnabile, può disporre la sospensione per gravi motivi.

## Riferimenti normativi
- Decreto-Legge 23 gennaio 1982, n. 9 (Norme per l'edilizia residenziale e provvidenze in materia di sfratti) - Convertito con modificazioni dalla Legge 25 marzo 1982, n. 94